# Sonate K. 183
La sonate K. 183 (F.133/L.473) en fa mineur est une œuvre pour clavier du compositeur italien Domenico Scarlatti.

## Présentation
La sonate K. 183 en fa mineur est notée Allegro. L'ouverture et les passages en imitation laissent entrevoir une sorte d'allemande comme les suites pour clavecin des contemporains de Scarlatti. Mais le compositeur ajoute trilles et contretemps qui soulignent le caractère tout personnel de son inspiration.
Dernières mesures de la sonate :

## Manuscrits
Le manuscrit principal est le numéro 7 du volume II de Venise (1752), copié pour Maria Barbara ; les autres sources manuscrites étant Parme II 12 Münster V 26, Vienne A 20 et le premier numéro du manuscrit Ayerbe de Madrid (E-Mc, ms. 3-1408).

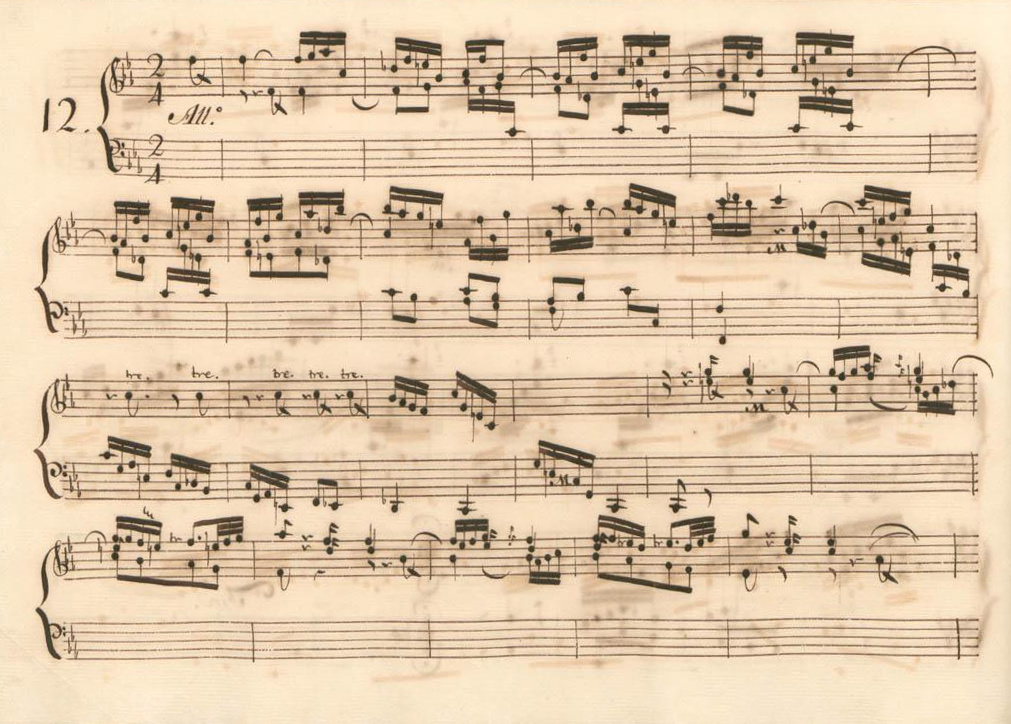
Parme II 12.
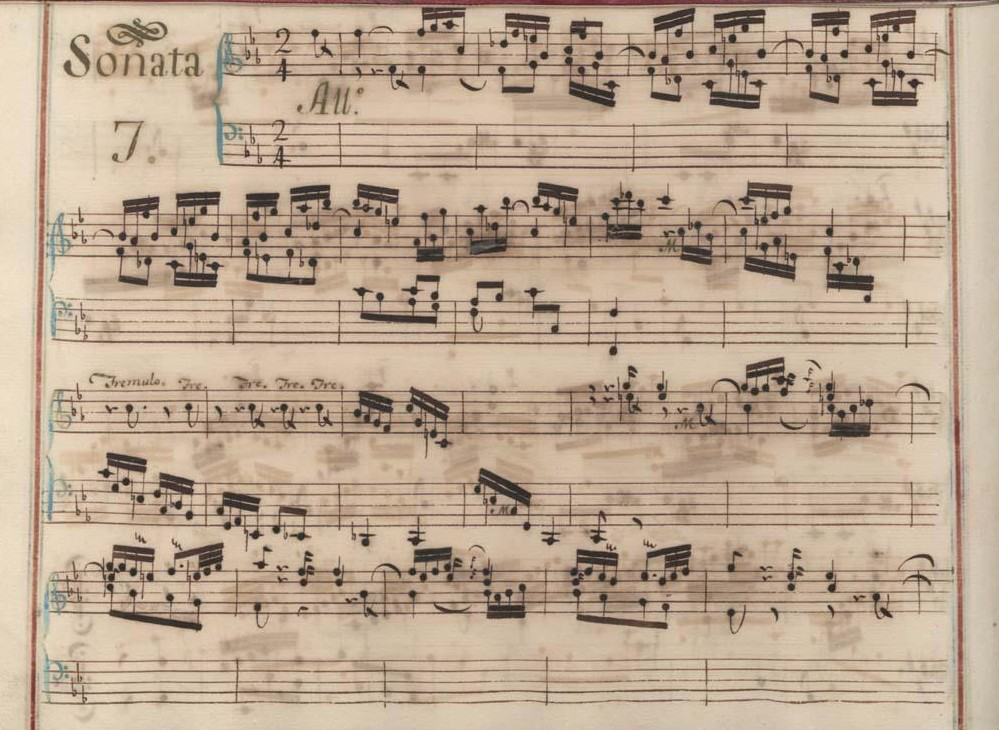
Venise II 7.
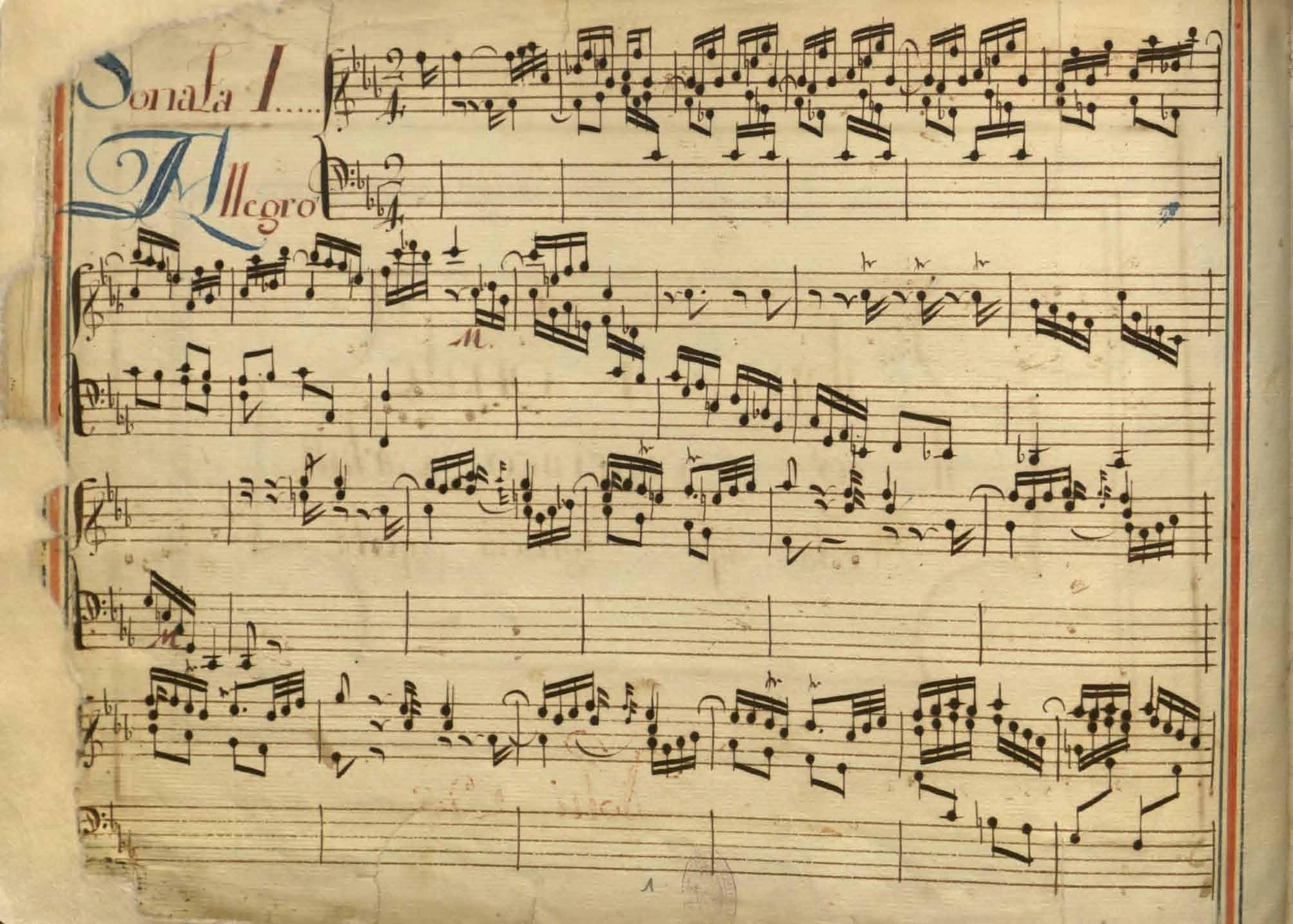
Madrid, 1.
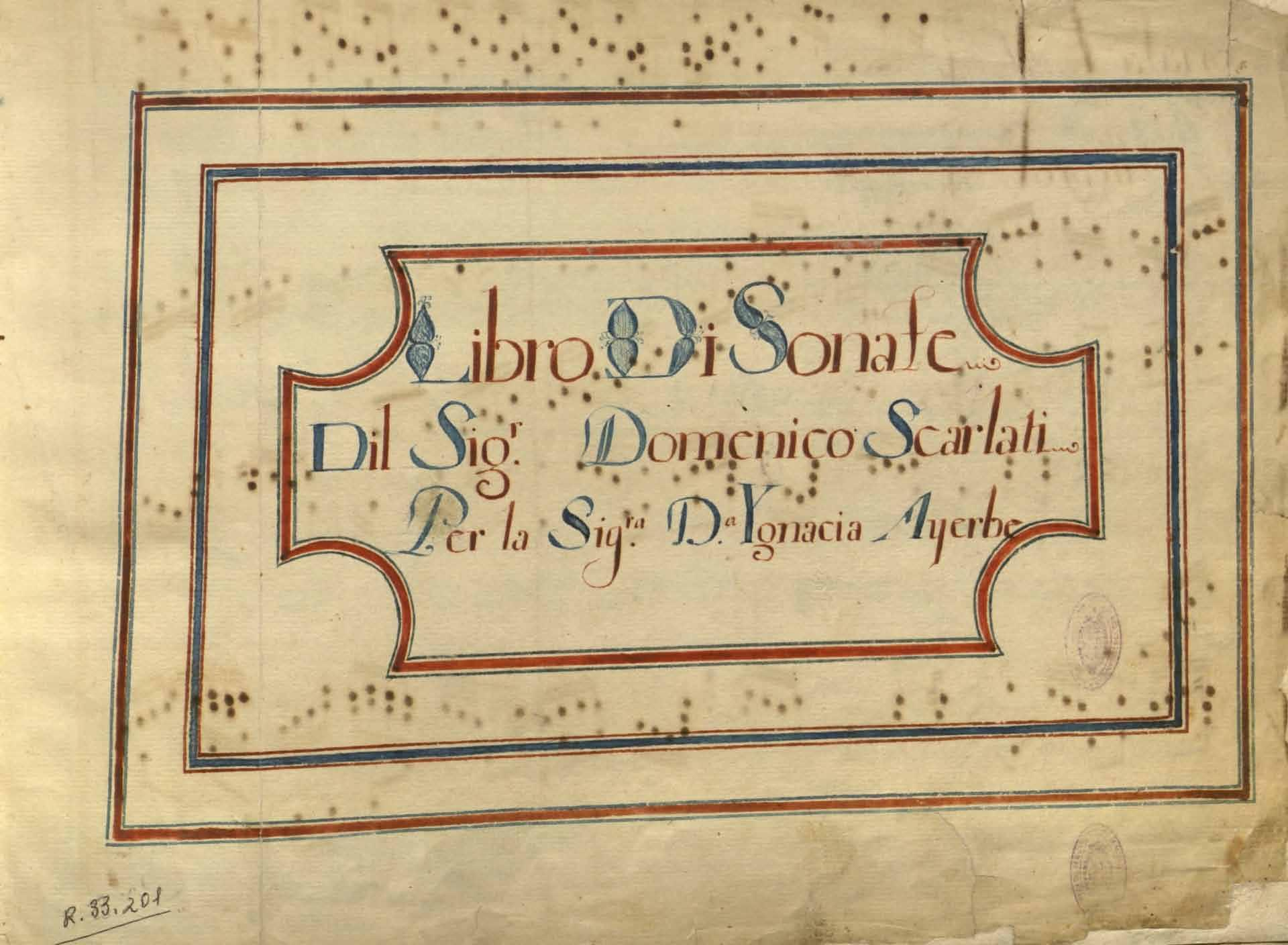
Page titre du manuscrit de Madrid.

## Interprètes
La sonate K. 183 est peu enregistrée. Cependant elle est interprétée au piano par Christian Zacharias (1984, EMI), Carlo Grante (2009, Music & Arts vol. 2) et Daria van den Bercken (2017, Sony) ; au clavecin par Scott Ross (1985, Erato), Richard Lester (2003, Nimbus, vol. 1) et Pieter-Jan Belder (Brilliant Classics). Nicola Reniero la joue à l'orgue du Duomo di Santa Maria Maddalena de Desenzano del Garda (2016, Brilliant Classics).

## Sources
: document utilisé comme source pour la rédaction de cet article.
- Ralph Kirkpatrick (trad. de l'anglais par Dennis Collins), Domenico Scarlatti, Paris, Lattès, coll. « Musique et Musiciens », 1982 (1re éd. 1953 (en)), 493 p. (OCLC 954954205, BNF 34689181).
- Alain de Chambure, « Domenico Scarlatti : Intégrale des sonates — Scott Ross », p. 208, Erato (2564-62092-2), 1985 (OCLC 891183737) .
- (es) Laura Cuervo Calvo, « El manuscrito Ayerbe : una fuente española de las sonatas de Domenico Scarlatti de mediados del siglo XVIII », Ad Parnassum, Ut Orpheus Edizioni, vol. 13, no 25,‎ avril 2015, p. 1–26 (ISSN 1722-3954, OCLC 1006521868, lire en ligne).